# Parlamentní volby v Lucembursku 2023
Parlamentní volby v Lucembursku v roce 2023 se konaly v neděli 8. října v Lucembursku. Zvoleno bylo všech 60 poslanců Poslanecké sněmovny.

## Výsledky
|                           | CSV          | LSAP               | DP            | ADR        | DG            | PPLU         | Levice       |
| ------------------------- | ------------ | ------------------ | ------------- | ---------- | ------------- | ------------ | ------------ |
| Volební lídr              | Luc Frieden  | Paulette Lenertová | Xavier Bettel | Fred Keup  | Sam Tansonová | Sven Clement | David Wagner |
| Počet hlasů               | 1 099 427    | 711 890            | 703 833       | 348 990    | 321 895       | 253 554      | 147 839      |
| Podíl                     | 29,21 % ▲    | 18,91 % ▲          | 18,70 % ▲     | 9,27 % ▲   | 8,55 % ▼      | 6,74 % ▲     | 3,93 % ▼     |
| Počet mandátů (vs. 2018 ) | 21 (▬ 0)     | 11( ▲ 1)           | 14 (▲ 2)      | 5 (▲ 1)    | 4 (▼ 5)       | 3 (▲ 1)      | 2 (▬ 0)      |
| Předchozí volby (2018)    | 28,31 % (21) | 17,60 % (10)       | 16,91 % (12)  | 8,28 % (4) | 15,12 % (9)   | 6,45 % (2)   | 5,48 % (2)   |

### Celkové výsledky
|                           |                                           |           |       |       |         |         |         |
| Strana                    | Strana                                    | Hlasy     | Hlasy | Hlasy | Mandáty | Mandáty | Mandáty |
| Strana                    | Strana                                    | Počet     | %     | ±     | Počet   | %       | ±       |
|                           | Křesťanskosociální lidová strana          | 1 099 427 | 29,21 | +0,90 | 21      | 35,00   | 0       |
|                           | Lucemburská socialistická dělnická strana | 711 890   | 18,91 | +1,31 | 11      | 18,33   | +1      |
|                           | Demokratická strana                       | 703 833   | 18,70 | +1,79 | 14      | 23,33   | +2      |
|                           | Alternativní demokratická reformní strana | 348 990   | 9,27  | +0,99 | 5       | 8,33    | +1      |
|                           | Zelení                                    | 321 895   | 8,55  | -6,57 | 4       | 6,67    | –5      |
|                           | Pirátská strana Lucemburska               | 253 554   | 6,74  | +0,29 | 3       | 5,00    | +1      |
|                           | Levice                                    | 147 839   | 3,93  | -1,55 | 2       | 3,33    | 0       |
|                           | Fokus                                     | 93 839    | 2,49  | Nová  | 0       | 0       | Nová    |
|                           | Svoboda!                                  | 42 643    | 1,13  | Nová  | 0       | 0       | Nová    |
|                           | Komunistická strana Lucemburska           | 24 275    | 0,64  | -0,63 | 0       | 0       | 0       |
|                           | Konzervativci                             | 8 494     | 0,23  | -0,04 | 0       | 0       | 0       |
|                           | Volt Lucembursko                          | 7 001     | 0,19  | Nová  | 0       | 0       | Nová    |
| Celkem                    | Celkem                                    | 3 763 680 | 100   | —     | 60      | 100     | —       |
|                           |                                           |           |       |       |         |         |         |
| Platné hlasy              | Platné hlasy                              | 231 344   | 92,55 | —     | —       | —       | —       |
| Neplatné hlasy            | Neplatné hlasy                            | 18 624    | 7,45  | —     | —       | —       | —       |
| Celkem hlasů              | Celkem hlasů                              | 249 968   | 100   | —     | —       | —       | —       |
| Registrovaní voliči/Účast | Registrovaní voliči/Účast                 | 286 711   | 87,18 | —     | —       | —       | —       |
| Zdroj:                    |                                           |           |       |       |         |         |         |

### Výsledky dle obvodů

#### Procenta hlasů
| Obvod              | CSV     | LSAP  | DP    | ADR   | DG    | PPLU | Levice | Fokus | Svoboda! | KPL  | Konz. | Volt |   |
| ------------------ | ------- | ----- | ----- | ----- | ----- | ---- | ------ | ----- | -------- | ---- | ----- | ---- | - |
| Obvod              | Severní | 33,08 | 15,29 | 17,55 | 12,04 | 6,68 | 7,71   | 2,59  | 3,14     | 1,57 | –     | 0,36 | – |
| Jižní              | 27,80   | 24,53 | 14,11 | 10,50 | 7,07  | 6,92 | 4,35   | 2,20  | 0,88     | 0,93 | 0,37  | 0,34 |   |
| Střední            | 29,94   | 11,79 | 25,25 | 6,55  | 11,53 | 6,50 | 3,94   | 2,73  | 1,32     | 0,45 | –     | –    |   |
| Východní           | 30,61   | 17,28 | 22,92 | 9,47  | 7,64  | 4,90 | 2,51   | 2,51  | 1,53     | 0,40 | –     | 0,24 |   |
| Lucembursko celkem | 29,21   | 18,91 | 18,70 | 9,27  | 8,55  | 6,74 | 3,93   | 2,49  | 1,13     | 0,64 | 0,23  | 0,19 |   |
| Zdroj:             |         |       |       |       |       |      |        |       |          |      |       |      |   |

#### Rozdělení mandátů dle volebních obvodů
| Obvod              | CSV     | DP | LSAP | ADR | DG | PPLU | Levice | Celkem |   |   |
| ------------------ | ------- | -- | ---- | --- | -- | ---- | ------ | ------ | - | - |
| Obvod              | Severní | 4  | 2    | 1   | 1  | 0    | 1      | Celkem | 0 | 9 |
| Jižní              | 7       | 4  | 6    | 2   | 2  | 1    | 1      | 23     |   |   |
| Střední            | 7       | 6  | 3    | 1   | 2  | 1    | 1      | 21     |   |   |
| Východní           | 3       | 2  | 1    | 1   | 0  | 0    | 0      | 7      |   |   |
| Lucembursko celkem | 21      | 14 | 11   | 5   | 4  | 3    | 2      | 60     |   |   |
| Zdroj:             |         |    |      |     |    |      |        |        |   |   |

## Volební systém
| Obvod    | Mandáty |
| -------- | ------- |
| Severní  | 9       |
| Jižní    | 23      |
| Střední  | 21      |
| Východní | 7       |

60členná Poslanecká sněmovna je volena poměrným volebním systémem ve čtyřech vícemandátových volebních obvodech. Voliči mohou hlasovat pro stranickou kandidátní listinu nebo odevzdat více hlasů pro tolik kandidátů, kolik je míst. Mandáty jsou rozdělovaný podle Hagenbach-Bischoffovy kvóty.
Pouze lucemburští občané mohou volit v parlamentních volbách. Návrh na rozšíření hlasovacích práv pro cizince, kteří žili v Lucembursku po dobu nejméně deseti let a předtím volili v evropských nebo místních volbách v Lucembursku, byl zamítnut v referendu v roce 2015. Volba je povinná pro všechny občany, kteří žijí v Lucembursku a mají pod 75 let. Lucemburští občané, kteří žijí v zahraničí, mohou volit poštou do obce, ve které v Lucembursku naposledy žili. Lucemburští občané, kteří se narodili v Lucembursku, ale nikdy tam nežili, mohou volit poštou do obce, ve které se narodili. Lucemburští občané kteří se nenarodili v Lucembursku a nikdy v Lucembursku nežili hlasují poštou do Lucemburku.

## Kandidující subjekty
| Č. | Logo | Strana                                    | Foto  | Volební lídr       | Ideologie                | Politická pozice          | Poznámky                                                |
| --- | ---- | ----------------------------------------- | ----- | ------------------ | ------------------------ | ------------------------- | ------------------------------------------------------- |
| 1 |      | Lucemburská socialistická dělnická strana |       | Paulette Lenertová | sociální demokracie      | středolevice              |                                                         |
| 2 |      | Demokratická strana                       |       | Xavier Bettel      | liberalismus             | střed až středopravice    |                                                         |
| 3 |      | Zelení                                    |       | Sam Tansonová      | zelená politika          | středolevice              |                                                         |
| 4 |      | Křesťanskosociální lidová strana          |       | Luc Frieden        | křesťanská demokracie    | střed až středopravice    |                                                         |
| 5 |      | Levice                                    |       | David Wagner       | demokratický socialismus | levice                    |                                                         |
| 6 |      | Alternativní demokratická reformní strana |       | Fred Keup          | národní konzervatismus   | pravice až krajní pravice |                                                         |
| 7 |      | Pirátská strana Lucemburska               |       | Sven Clement       | pirátská politika        |                           |                                                         |
| 9 |      | Fokus                                     |       | Frank Engel        | pragmatismus             | střed                     |                                                         |
| 10 |      | Volt Lucembursko                          | žádný | žádný              | eurofederalismus         | střed až středolevice     | Kandidovala pouze v Jižním a Východním obvodě           |
| 11 |      | Komunistická strana Lucemburska           |       | Ali Ruckert        | komunismus               | krajní levice             | Kandidovala pouze v Jižním, Východním a Středním obvodě |
| 12 |      | Svoboda!                                  |       | Roy Reding         | pravicový populismus     | pravice až krajní pravice |                                                         |
| 13 |      | Konzervativci                             |       | Joe Thein          | konzervatismus           | středopravice až pravice  | Kandidovala pouze v Jižním a Severním obvodě            |
| Číslo 8 byla přidělena straně Mir d'Vollék, která se účastnila komunálních voleb v roce 2023, ale ne voleb parlamentních. |      |                                           |       |                    |                          |                           |                                                         |